# Liber divinorum operum

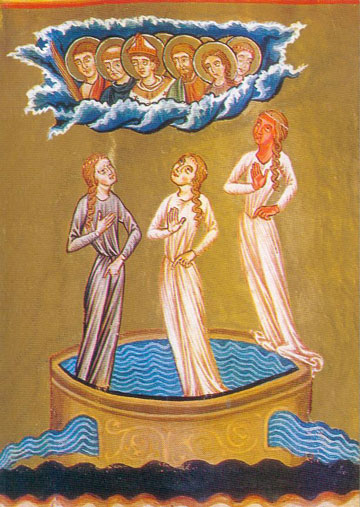
levensbron, illustratie uit ca. 1240

Liber divinorum operum (Boek van goddelijke werken) is een werk uit de tweede helft van de 12e eeuw van de Duitse benedictijner abdis en mystica Hildegard van Bingen. Het is het laatste grote visionaire werk van Hildegard van Bingen, en het werd geschreven tussen 1163 en 1174. Het bevat tien visioenen waarin de liefde van God tot uitdrukking komt in de mensen en in de relatie van de mensen tot God.
In de universiteitsbibliotheek van Gent wordt een handschrift op perkament van dit werk bewaard (hs. 241). Het is een apograaf, dat wil zeggen een kopie, rechtstreeks vanaf de wastabletten die Hildegard gebruikte en die telkens opnieuw gebruikt werden. Er bestaat dus geen originele tekst van de schrijfster zelf van, en de apograaf komt het dichtst bij die oorspronkelijke tekst. Dit zeldzame handschrift is op 10 maart 2008 opgenomen in de Lijst roerend cultureel erfgoed Vlaamse Gemeenschap.

## Editie
- Hildegardis Bingensis, Liber divinorum operum, A. Derolez en P. Dronke (eds.) (Turnhout: Brepols, 1996; Corpus Christianorum Continuatio Mediaevalis CCCM 92)